# أوشن بويز
أوسيان بويز ، هو نادي كرة قدم نيجيري وهو نادي أساسي في نيجيريا. ويقع مقره في مدينة براس في ولاية بايلسا.